# Thanh Trì (xã)
Thanh Trì là một xã thuộc thành phố Hà Nội, thủ đô của Việt Nam. Xã được hình thành trên cơ sở sáp nhập một phần các xã, phường, thị trấn: Văn Điển, Ngũ Hiệp, Vĩnh Quỳnh, Yên Mỹ, Duyên Hà, Tứ Hiệp (huyện Thanh Trì cũ) và Yên Sở (quận Hoàng Mai cũ), trong đợt Sáp nhập tỉnh, thành Việt Nam 2025.

## Hành chính
Xã Thanh Trì được thành lập theo Nghị quyết số 1656/NQ-UBTVQH15 của Ủy ban Thường vụ Quốc hội Việt Nam, ban hành ngày 16 tháng 6 năm 2025. Theo đó, sắp xếp toàn bộ diện tích tự nhiên, quy mô dân số của xã Hạ Mỗ, xã Tân Hội, một phần diện tích tự nhiên, toàn bộ quy mô dân số của thị trấn Văn Điển, một phần các xã Ngũ Hiệp, Vĩnh Quỳnh, Yên Mỹ, Duyên Hà, Tứ Hiệp (huyện Thanh Trì cũ) và một phần phường Yên Sở (quận Hoàng Mai cũ), thành xã mới có tên gọi là xã Thanh Trì.
Sau sắp xếp xã có diện tích tự nhiên 10,02 km2, quy mô dân số 45.712 người. Phía Bắc giáp phường Hoàng Liệt, Yên Sở và Lĩnh Nam, phía Tây giáp xã Đại Thanh, phía Đông giáp xã Bát Tràng qua sông Hồng, phía Nam giáp xã Ngọc Hồi và Nam Phù. Trụ sở xã đặt tại số 12 đường Nguyễn Bặc.